# 니라야마역
니라야마역(일본어: 韮山駅)은 일본 시즈오카현 이즈노쿠니시에 있는 이즈하코네 철도 슨즈 선의 역이다.

## 역사
- 1900년 8월 5일: 호조 역(일본어: 北条駅)으로 영업 개시.
- 1919년 5월 25일: 니라야마역으로 역명 변경.

## 역 구조
상대식 승강장 2면 2선의 지상역에서 1번 선은 슈젠지 행, 2번 선은 미시마 행으로, 본 역에서 교행하지 않으면 슈젠지 행 열차도 2번 선에서 발착한다.
이전에는 새벽, 심야 시간대는 무인역이었지만 2006년 6월부터 영업 시간 중에는 역무원 상주가 되었다.
발차시에는 슨즈 선 내에서 사용되고 있는 애로우 주식회사제의 발차 벨, 발차 멜로디가 울린다.

### 승강장
| 1 | ■슨즈 선  | (하행) | 이즈나가오카・오히토・슈젠지 방면 (일부 열차만) |  |
| 2 | ■ 슨즈 선 | (하행) | 이즈나가오카・오히토・슈젠지 방면               |  |
| 2 | ■ 슨즈 선 | (상행) | 다이바・미시마 방면                             |  |

## 역 주변
- 이즈노쿠니 시 관공서 니라야마 지소(구, 니라야마 정 사무소)
- 니라야마 시대 극장・이즈노쿠니 시 도서관 니라야마 분관
- 시즈오카 현립 니라야마 고등학교
- 니라야마 성터
- 니라야마 향토 사료관 - 역 동쪽으로 도보 20분
- 에가와 저택 - 역 동쪽으로 도보 20분, 니라야마 원님 에가와 타로자 에몽의 집으로 국가 중요 문화재이다.
- 호조 마사코 산유의 우물
- 세븐일레븐 니라야마점
- 시즈오카 은행 니라야마 지점
- 코코스 니라야마점
- 에스 포트 니라야마점
- 국도 제136호선

## 인접역
| 이즈하코네 철도 ■ 슨즈 선 | 이즈하코네 철도 ■ 슨즈 선 | 이즈하코네 철도 ■ 슨즈 선     |
| ------------------------- | ------------------------- | ----------------------------- |
| IS07 바라키 미시마 방면   |                           | 이즈나가오카 IS09 슈젠지 방면 |